# Franjo Klein
Franjo Klein (Beč, 17. listopada 1828. – Zagreb, 26. kolovoza 1889.), hrvatski graditelj i projektant, uz Janka Nikolu Grahora osnivač graditeljskog poduzeća Grahor&Klein. 

## Životopis
Franjo Klein rođen je u Beču 1828. godine. Upisao je studij arhitekture na bečkoj Akademiji 1847. godine, ali ga nije završio. U Zagreb dolazi 1851. godine te se smatralo, da se zapošljava kod vojnog graditeljskog ravnateljstva. Istraživanjima bečkih i zagrebačkih arhiva pokazalo se da je u prvih osam godina rada u Hrvatskoj (1851-1859.) Klein nije bio zaposlen pri građevnom ravnateljstvu Vojne krajine u Zagrebu, kako se prije pretpostavljalo, već u Građevnom odjelu Varaždinsko – đurđevačke pukovnije (regimente) koja je u tom vremenu imala sjedište u Bjelovaru u središnjoj Hrvatskoj. Iako nije sačuvan niti jedan Kleinov projekt iz vremena rada pri Varaždinsko – đurđevačkoj pukovniji oblikovna analiza pojedinih građevina podignutih 50 – tih godina 19. stoljeća u Bjelovaru, sjedištu pukovnije, pokazuje brojne elemente koji će kasnije biti karakteristični za Kleinovo stvaralaštvo, pa se s pravom može pretpostaviti da im je on autor. Ističu se tri građevine: kuća prvog majora i kuća pobočnika na glavnom bjelovarskom trgu, te zgrada zatvora Varaždinsko – đurđevačke pukovnije. te građevine postoje i danas i u njima se nalaze sjedišta Veleučilišta u Bjelovaru i Narodne knjižnice "Petar Preradović".
U toj službi ostaje do 1859., a 1861. primljen je u gradski ceh grada Zagreba i počinje samostalni rad. 
Godine 1869. priključio mu se Janko Nikola Grahor te oni zajedno osnivaju građevno poduzetništvo. To poduzeće, u kojem je Klein projektirao, a Grahor vodio poslove, dalo je pečat zagrebačkoj arhitekturi sedamdesetih. No pretkraj desetljeća situacija se mijenja. Grahor i Klein nisu više ni jedina, a ni najuspješnija graditeljska tvrtka. Godine 1886. Klein izlazi iz tvrtke i nastavlja samostalno projektirati.
Umro je 26. kolovoza 1889. godine, a pokopan je u Arkadama na zagrebačkom groblju Mirogoju. 
Franjo Klein obilježio je razdoblje ranog historicizma u Hrvatskoj. On je u zagrebačku arhitekturu uveo stil romantičnog historicizma i ostao njegov najznačajniji predstavnik. U svojim je projektima nastojao prevladati provincijski zaostatak naše arhitekture u odnosu na srednjoeuropsku – i to mu je uspjelo. Pažljivo je pratio promjene koje su se sredinom stoljeća događale u bečkoj arhitekturi te ih prilagođavao našem prostoru i željama naručitelja.
Vodeći je arhitekt u Zagrebu šezdesetih i sedamdesetih godina 19. stoljeća, sve do dolaska Kune Waidmanna i Hermanna Bolléa krajem 1870-ih godina.

## Opus
Poznato nam je svega nekoliko projekata koje je Klein napravio tijekom deset godina rada u vojnoj službi: župna crkva u Molvama (1855. – 1862.), te dva projekta neizvedenih crkava, kapele u Voćarici i pravoslavne crkve u Vlahoviću iz 1861. godine.
Nakon vojne službe slijede projekti koje radi kao član gradskoga ceha: zgrada realne gimnazije na Strossmayerovom šetalištu, danas Geofizički zavod (1864.), hotel ¨K caru austrijanskom¨ u Ilici 4 (1864. – 65.; srušeno), pravoslavna crkva na Preradovićevu trgu (1866; pregrađena), sinagoga u Praškoj ulici (1866; srušena), kuća Rosenfeld u Mesničkoj 1 (1866. – 67.), Novi maksimirski portal (1867.) 
Od 1869. godine Klein projektira unutar tvrtke Grahor i Klein: Palača Prve hrvatske štedionice na uglu Trga bana Josipa Jelačića i Praške ulice (1870.), zgrada Glazbenog zavoda u Gundulićevoj ulici (1875.) te više standardnih kuća među kojima se ističu Kuća Siebenschein na Preradovićevu trgu (1873-74.) i Kleinova vlastita kuća u Gundulićevoj ulici 29. 
Razdoblje od 1876. do 1878. godine može se nazvati klasičnom fazom Kleinova opusa. Projekti poduzeća Grahor i Klein tada se stabiliziraju u visokoj kvaliteti zrelog historicizma u oblicima visoke renesanse. Nekoliko zgrada određuje ovu fazu: zgrada Gospodarskog društva na Sajmištu (Trg maršala Tita 2 i 3, 1876.), kuća Emanuela Priestera u Ilici 12 (1877.) i kuća kapetana Chalaupe u Kukuljićevoj ulici (1877.)
Nakon 1878. godine u Kleinovom se opusu više ne pojavljuje ni jedna istaknuta zgrada.
Promijenile su se prilike u gradu. Krajem sedamdesetih u Zagreb dolaze Isidor Kršnjavi i Hermann Bollé koji arhitekturi daju stroži dogmatski ton. Klein je arhitekt ranog historicizma, njegova kreativnost i sloboda pri preoblikovanju uzora više nisu bili poželjni u razdoblju discipliniranog visokog historicizma.

## Galerija
- Pročelje zgrade Hrvatskog glazbenog zavoda koje je 1876. godine projektiralo i izvelo poduzeće Grahor i Klein.
- Kuća Franje Kleina u Gundulićevoj 29.
- Maketa zagrebačke sinagoge u Praškoj. Arhitekt Franjo Klein, sagrađena 1867. srušena 1941.
- Katedrala Preobraženja Gospodnjeg u Zagrebu.
- Crkva Uznesenja Blažene Djevice Marije na nebo u Molvama.
- Kuća Israela Rosenfelda na uglu Mesničke i Ilice, projekt Franje Kleina dovršen 1867. godine. Prvi primjer arhitekture visokog historicizma u Zagrebu, jer sadrži samo neorenesansne elemente.
- Palača Prve hrvatske štedionice na uglu Trga bana Josipa Jelačića i Praške ulice, sagrađena 1870.
- kuća Emanuela Priestera u Zagrebu, Ilica 12, sagrađena 1877.

## Vanjske poveznice
- Klein, Franjo Hrvatska tehnička enciklopedija, portal hrvatske tehničke baštine. LZMK

- Kabač, Tatjana. Janko Grahor i Franjo Klein: Kuća Rosenfeld  Arhivirana inačica izvorne stranice od 21. veljače 2014. (Wayback Machine), Historicizam u Zagrebu, 2012.
- Kabač, Tatjana. Franjo Klein: zgrada Prve hrvatske štedionice  Arhivirana inačica izvorne stranice od 21. veljače 2014. (Wayback Machine), Historicizam u Zagrebu, 2012.